# Cytisus hirsutus
Cytisus hirsutus är en ärtväxtart som beskrevs av Carl von Linné. Cytisus hirsutus ingår i släktet kvastginster, och familjen ärtväxter.

## Underarter
Arten delas in i följande underarter:
- C. h. polytrichus
- C. h. pumilus

## Bildgalleri

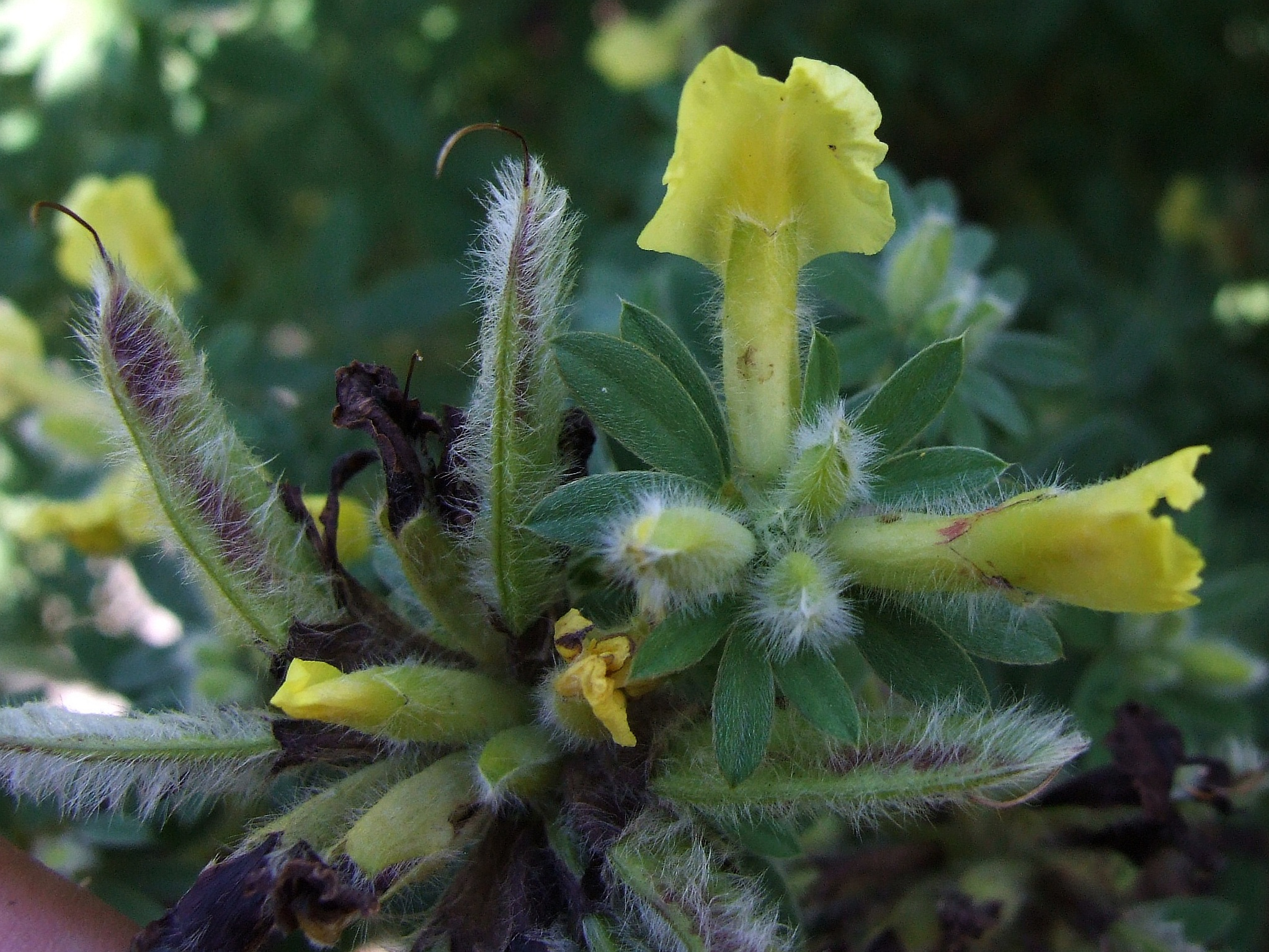
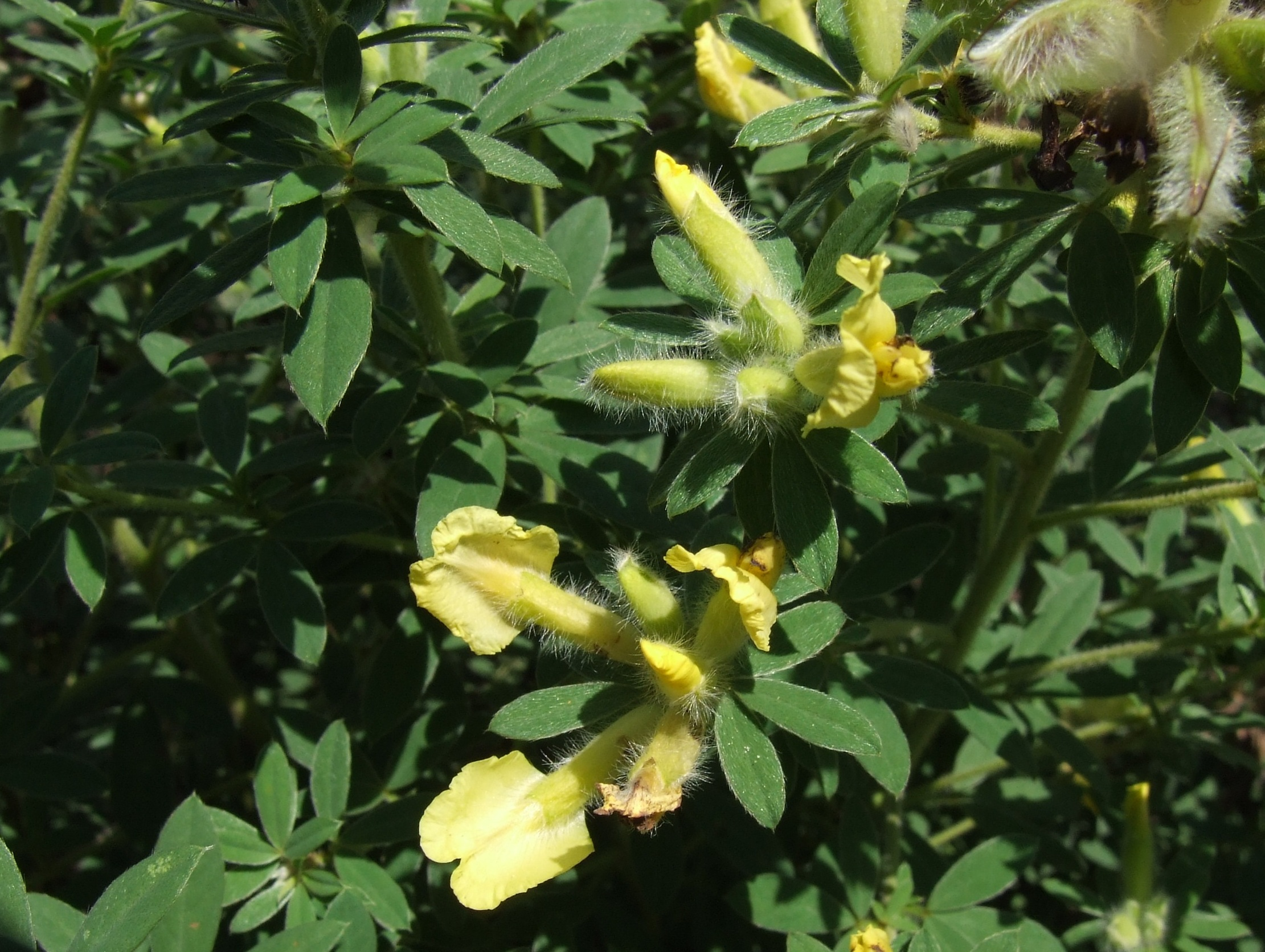
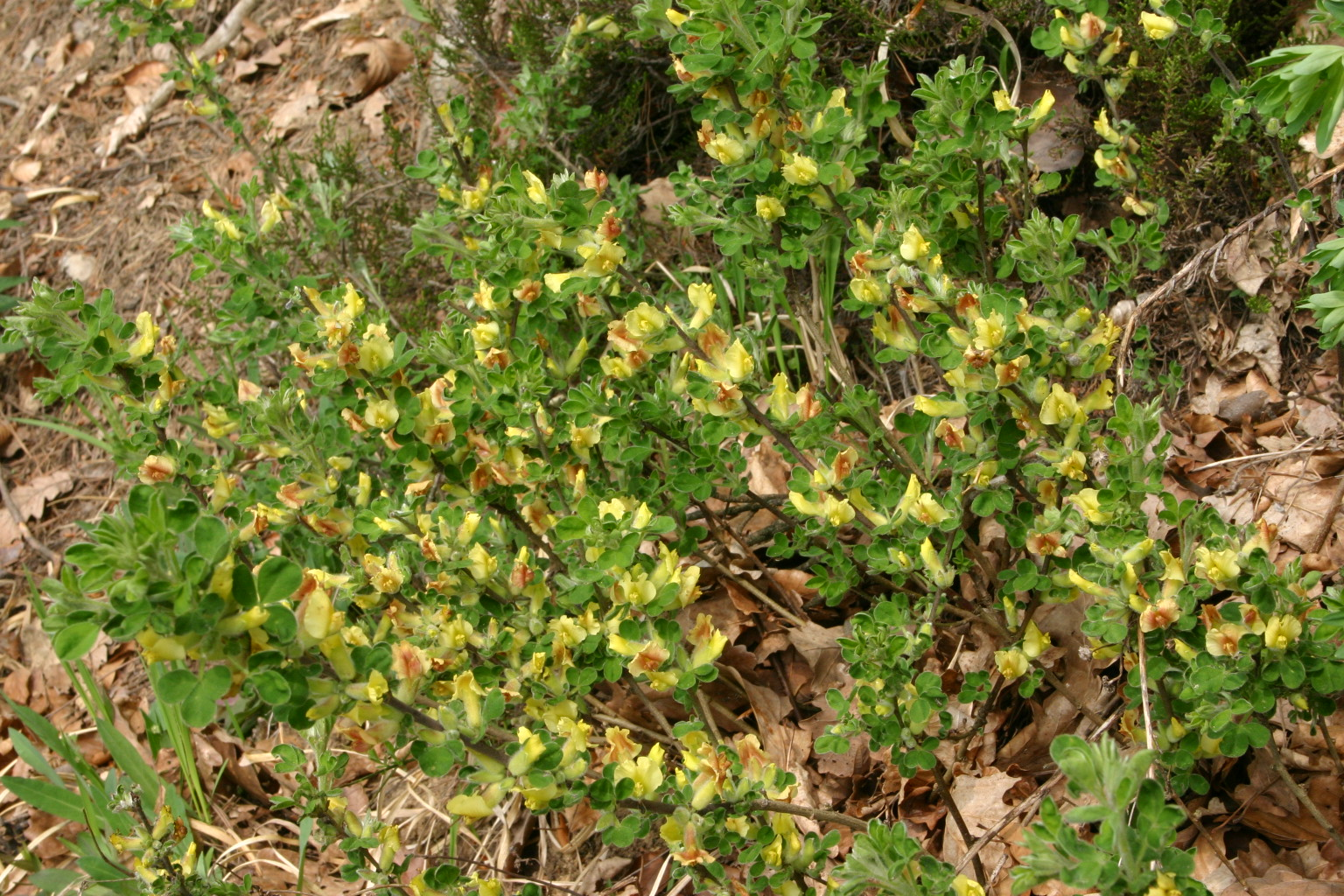
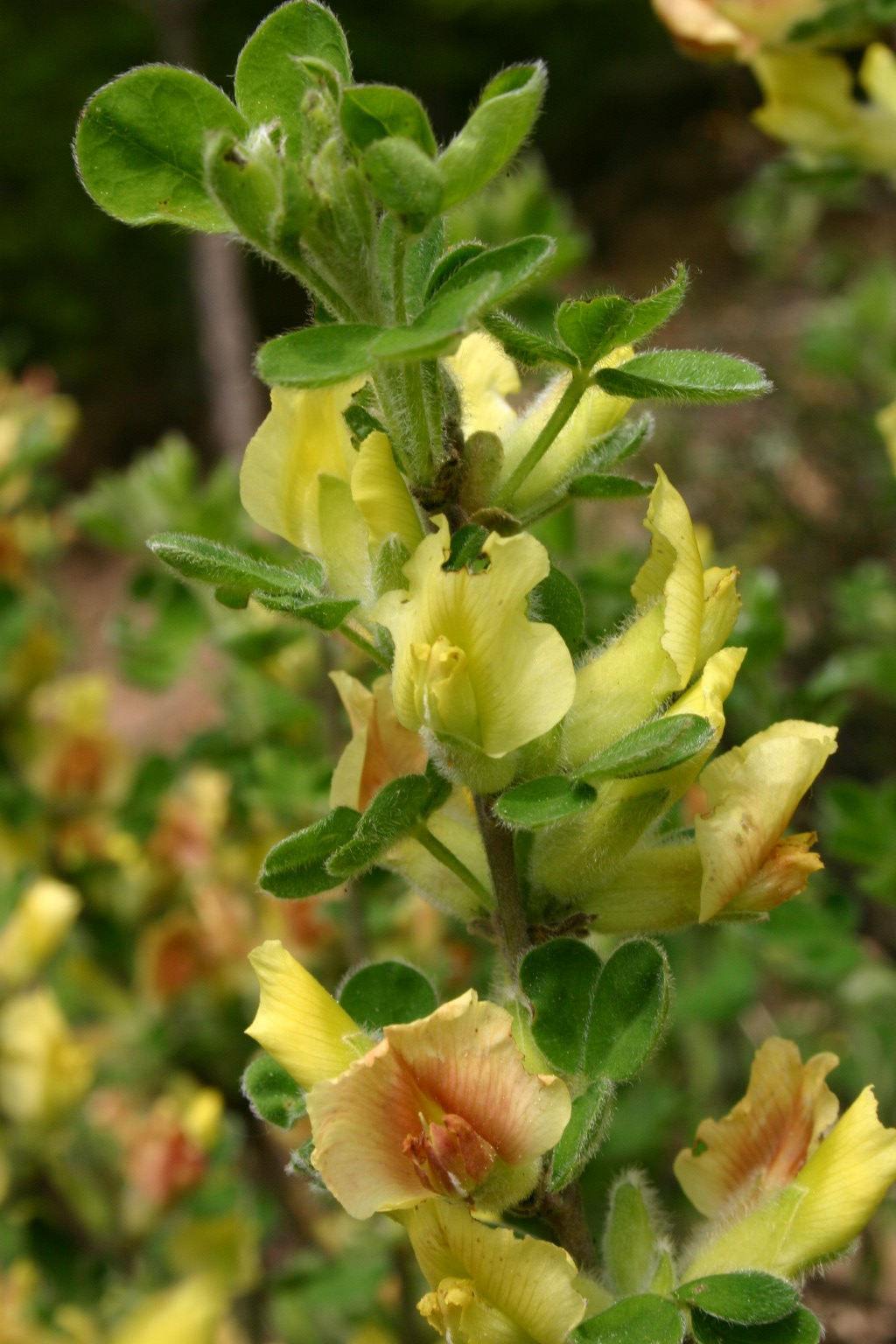
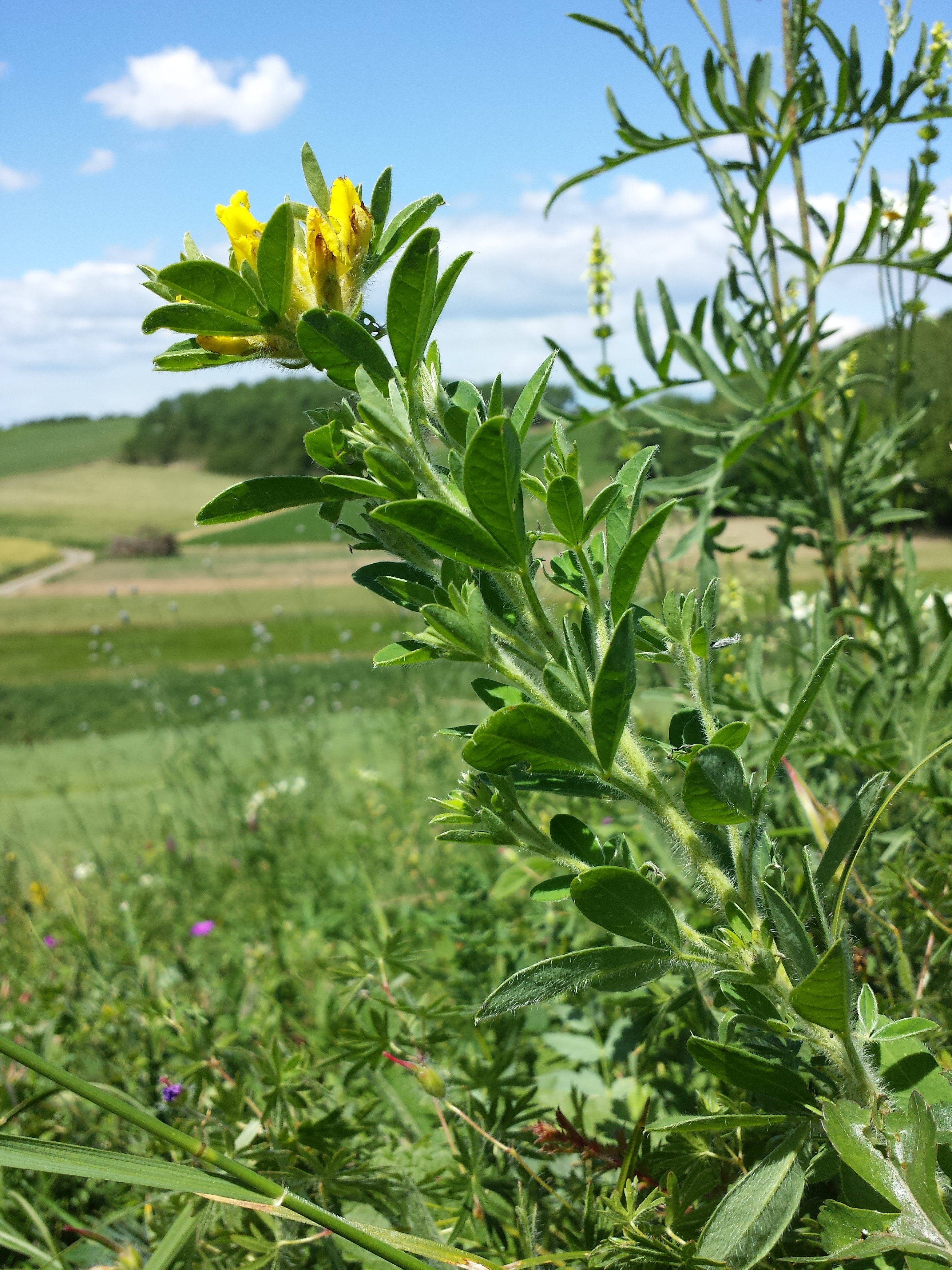